# Astyanax pelecus
Astyanax pelecus är en fiskart som beskrevs av Vinicius Araújo Bertaco och Lucena 2006. Astyanax pelecus ingår i släktet Astyanax och familjen Characidae. Inga underarter finns listade.